# 大田正一
大田 正一（おおた しょういち、1912年〈大正元年〉8月23日 - 1994年〈平成6年〉12月7日）は、日本の海軍軍人。最終階級は大尉。特攻兵器桜花の発案者。終戦後に逃亡を図りその後も正体を隠して3人の子をもうけ生きながらえた。

## 生涯
1912年8月23日山口県熊毛郡室津村（現・上関町）に生まれる。名古屋で育ち、高等小学校卒業後、1928年（昭和3年）6月海軍普通科電信術練習生を志願して呉海兵団に入団。

### 航空偵察員
1932年（昭和7年）4月、第20期偵察練習生に採用され、半年課程後に艦上攻撃機の「偵察員」になる。海軍では、操縦員以外で航法、通信、爆撃、射撃、写真撮影、観測などの任務を行う飛行機搭乗員を一括して「偵察員」と呼んでおり、兵曹、水兵の中から募集した「操縦練習生」（略して操練）、「偵察練習生」（略して偵練）の教育を行っていた。
偵練同期の馬場政春によると、大田の成績は中位だったが、頭の切れるアイデアマンで、敵飛行機の進路前方にロケットで網を打ちあげて落す奇策を語っていたという。教員の川合誠によると、大田は四年で満期をとって満州へ行き、馬賊相手の商売をやりたいと話していたという。
日華事変には中型陸上攻撃機の偵察員として参加。同僚の山田猛夫によると、大田は敵首都の重慶に落下傘部隊を降下させるべしとの意見書を分隊長、飛行長に上申して採用されなかったという（上陸部隊と連携がない玉砕）。
1940年（昭和15年）5月1日航空兵曹長に進級、2日付けで予備役となるが、即日招集により木更津海軍航空隊の偵察教官を務める。1943年（昭和18年）3月第三艦隊司令部附。その後、第十一航空艦隊司令部附。一式陸上輸送機（一式陸上攻撃機派生型）の機長（偵察員）としてラバウル方面に出動、連絡や輸送業務に従事。1943年8月特務少尉に進級。

### 桜花
桜花の着想は、大田が陸軍で母機から投下するロケット推進の有翼誘導弾（イ号一型甲無線誘導弾など）が開発されているとの情報を得て、製作担当の三菱名古屋発動機製作所から設計の概要を聞き出し、誘導装置の精度が悪く実用化には程遠いと知り、誘導装置を人間に置き換えるのが一発必中を実現する早道だと確信して、東大に足を運んだところから軌道に乗る。
大田の相談に乗ったのが東大航空研究所の小川太一郎教授だった。実験に協力した谷一郎東大教授によれば「昭和十九年夏、東大航研で小川教授から新しい依頼があった。小川さんは広い見識と温かい包容によって声望が高く、外部から持ち込まれる相談の窓口の役割を余儀なくされていた。その僅か前に、大田正一海軍少尉が火薬ロケット推進の特攻機の着想を持参し、海軍上層部を動かすための基礎資料の作成を依頼していたのである。」という。
1944年（昭和19年）5月、厚木基地で開隊された第1081海軍航空隊に着任。大田は毎日第一種軍装に革靴を提げた姿で出かけていた。大田は司令の菅原英雄中佐に対して桜花の構想を明かして、菅原司令は任務外の新兵器開発に奔走する大田を黙認して、航空技術廠長和田操中将に電話で技術上の検討を依頼する。菅原と大田は以前に舞鶴空で分隊長と先任下士官の間柄であった。
5、6月頃菅原司令の推薦によって、大田は和田中将に桜花を提案した。航空技術廠三木忠直技術少佐の戦後証言によれば、和田中将はもう決めた様子で、大田は「自分が乗っていく」と言うため、研究に協力したという。もっとも、三木忠直技術少佐は戦中のインタビューでは、「ドイツのV一号に呼応して我がロケット兵器の研究もまた全力をあげて行われていた。しかしV一号の目標は地上の間であるが、我が目標は空母、戦艦、輸送船の海上の点である。目標に対して一発必中の成果を上げるためにはV一号の如く無人機では到底不可能である。どうしても人力を借りねばならない。だが、人の力を借りれば必中と同時に必死である。ここに悩みがあった。この悩みを解決したのが大田正一中尉（当時少尉）である。『 V一号に人間が乗ってゆくことだ。先ず自分が乗ってゆく』と、烈々の至情を吐露して肉弾ロケット機『神雷』（桜花）を各方面に説き回った」と語っている。
和田から連絡を受けた航空本部2課長伊東裕満中佐に大田は「私が乗っていきます」と言った。伊東中佐の感想は「これは部外で相当に研究されたものらしい」というものだった。また、「私は大田氏が操縦者であるなしを質さなかった。大田氏自身が操縦者であり、己が真っ先に乗る立場に立ちうる者でなくして、必死兵器を進言できる筈がないと思い込んでいたからである。誠に迂濶千万であった。私は操縦者の意思の代表として、彼の発案の実現促進に努力する腹を決めた」「大田をパイロットと思い込んでいた。もし偵察員と知っていたら叱りつけて潰したと思う」と回想している。
8月初旬大田は東京帝国大学航空研究所、三菱名古屋発動機製作所の協力で案をさらに練り改めて航空本部に提出する。私案には木村秀政東大講師の風洞実験用木型の設計図と谷一郎東大教授担当の風洞実験データがつけられ、推進装置は三菱開発の呂号薬が採用された。その出来に伊東も驚いたという。
大田は1081空で下士官、兵のパイロット数十名を集めて「南方戦線について」の戦訓講話を行った。内容は見聞きしたラバウル、ソロモン、モレスビー方面戦況の実状と米軍の防御力の向上により、日本軍の損害ばかり多く戦果を上げることが困難となってきていることなどであった。次いで「今の戦局を挽回するには一機で一艦を確実に葬るしかないと考え、それには母機から発進してロケット進推進で敵艦に体当たりする飛行爆弾のような有人の小型機しかないのではないかとの考えに至った。これを上申すべく東京に一番近い部隊に転勤を希望し、軍令部に日参しておったのである。軍令部ではそのようなものを作っても乗る搭乗員がいないと相手にしてもらえない。そこで賛成する搭乗員がいることを証明したいので、貴様達の名前を貸してほしい」との趣旨の話を持ちかけ、質疑をする内に賛同者が徐々に増え、それを見た大田は取りまとめを堀江良二一飛曹に託した。堀江によれば、偵察員だから搭乗することもないと軽い気持ちで最初に署名して回すと、皆快く署名し、中には血判を推すものまでいたという。
8月最終的に軍令部も承認して、航空本部は発案者大田の名前から「○大（マルダイ）部品」（○の中に「大」の字）と名付け、研究試作が開始された。自ら乗っていくと言った大田が決定後、「また新しい発明を考えて持ってきます」とケロリと言ったりしたことから、伊東中佐は「あんな奴の提案を採用するのではなかった」と悔やんだという。1944年8月18日大田も航空技術廠付になる。
1944年（昭和19年）10月1日桜花の専門部隊第七二一海軍航空隊（神雷部隊）編成。大田も隊付となる。1945年（昭和20年）2月15日第七二二海軍航空隊（龍巻部隊）隊付。桜花搭乗員となるべく異例の取り計らいで偵察員から操縦員への転換訓練を受けたが「適性なし」と判断された。
1945年3月21日の桜花による初戦果を報じた1945年5月28日の新聞で、大田は「命中率99パーセント、一発轟沈という今次大戦中最高の新兵器は、皇国の尽忠大義に生きるという魂があってこそできる。科学者達は特攻兵器の原理とか、その他の概念とかいったものについてはとっくの昔に分かっている。ただ自分がその兵器の実施者でないということに躊躇を感じ、将兵を必ず死に就かせることに気後れを感じているまでだと思う。だが戦局は躊躇などしている時でないと考える。将兵を殺すなどということを考えてはいけない。そういう事態ではない」と語っている。
桜花の使用が中止された7月頃、大田は方々に再開するように説いて回ったが、終戦まで再開されることはなかった。

### 戦後
1945年8月15日終戦。16日、渋川侃二（東工大航空科学生・空技廠実習生）によれば、大田は「軍令部も航空本部にもあちこち足を運んだが、俺のようなスペ公（特務士官）の言うことなど真面目に聞いてくれなかった。東大の小川さんだけです。真剣に聞いてくれたのは」「こんな形でやるんなら真先に儂を行かせてくれと上申したのに駄目でした」と楽しそうに話していたという。8月18日、茨城県の神ノ池基地において零式練習戦闘機に突然乗り込んで離陸、そのまま行方不明となった。もともと偵察員で操縦士でなかったため、見よう見まねの操縦でヨタヨタと飛び立って行ったという。基地の机に「東方洋上に去る」と遺書らしき書面を残していた。これらを狂言と疑う声もある。しかし、殉職として一階級特進により大尉に昇進。1945年9月5日付で基地の722空司令渡辺薫雄大佐から名古屋北区役所を経由して大田の本籍地である山口県熊毛郡室津村長へ送られた「海軍軍人死亡の件報告」には、「基地東方洋上に於て試飛行中海面に墜落、機体と共に海中に没入せり。爾後極力捜索を遂げたるも遂に発見するに至らず。四囲の状況よりして生存の見込全くなきものと認め、死亡せしものと認定す」と、まるで海軍関係者の目の前で起こって彼らが見届け、海上捜索も十分行われた事故であるかのように書いてあった。戸籍抹消。1956年11月20日呉地方役員部作成内地死没者名簿では「航空殉職」「戸籍抹消済」となっている。
ところが、大田はその後もたびたび隊関係者に目撃されることになった。ある証言者は、大田は結局海上に不時着水して漁船に救出されたのだろうとしている。大田が逃亡した理由については諸説ある。大田は、新聞に桜花の発案者として華々しく取り上げられて以来、不遜な態度をとるようになっていた上、桜花搭乗員の人命を軽視する発言も行っていたため、報復を恐れていたという説もある。また、戦犯の認識を勘違いしていたという説もある。一方で、大田の生存については海軍自体も知った上で大田を殉職扱いとして様々な偽装工作を行い、逃亡には海軍関係者も加担、大田が海軍にとって都合の悪いことを話さないよう口封じを図ったのではないかとする説もある。大田は決してエリートではなく、兵卒からの叩き上げの特務士官で、必死の特攻兵器の実現のためには、大田が進言したとすることが現場兵士ら自らが望んだかのように正当化するのに都合がよく、利用されていたのではないかと語る者もいる。
まず、大田は18日の出撃については出撃命令を受けておらず、それどころか16日の大海令第47号による積極進攻作戦の中止命令に対する違反となる可能性が高いにもかかわらず、大田はテスト飛行による殉職として一階級特進まで受けている。
さらに1945年末、静岡県金谷町の海仁会（海軍共済組合）住宅に住む川合誠（大田の偵練教員）の近所に、安田少佐が大田一家を連れてきて「大田は生きているらしいが、戦犯を心配して逃げ回っているそうだ、宜しく頼む」と川合に話した。やがて後に大田本人も来て「今は樺太の引揚者として別の名前になっている」というので川合は妻時子の入婿になればいいと勧めたが、「実は他に女がいます。子供も一人」と答えた。大田は北海道で密輸物資をソ連領に運んでいると言っていた。時々北海道から来て、時子との間に二人の子供を作った。三男が生まれる前後の1949年（昭和24年）6月に北海道へ小豆を買いに行くと言って大金を持って消えてからは音信不通になった。そのため妻時子と三人の子女が残されて困窮し、川合がその面倒を見て恩給扶助料の手配をしたり、捜索願を出したりした。
また、大田は数々元同僚の前に現れていた。稲田正二は戦後間もなく何度か会って身の上話を聞いた。それによれば、金華山沖の洋上で北海道の漁船に拾われ、北海道知事・田中敏文に戸籍を新しく作ってもらったと話していたという。1950年（昭和25年）頃から大田を見なくなったという。のちに航空自衛隊トップの航空幕僚長になった桜花隊分隊長の平野晃は、1947年当時、桜花隊関係者から話を聞いて、桜花隊関係者に大田の生存について口止めをしている。1947年（昭和22年）頃、山田猛夫は中国国民政府の駐日代表商震の手配で対中共戦の義勇空軍用パイロットを600人ぐらい集めていて、近く若松から密航して中国に渡るが参加しないかと大田から持ちかけられたという（誘われた者は他にもいた）。また、借金を申し込んだり傘を借りて消えるなどしている。
周囲関係者の言によれば、その後数年間は大田は別の住民票まで作って、元々の妻子や海軍時代の関係者の前には姿を現しながら、1950年頃以降は、今度は元々の家族の前に姿を現すことも行方不明者として通常の役場にも名乗り出ることもなく、せっかく作った住民票も無為にして、また新たな別人を装い続け、生涯無戸籍のままとなった。「青木薫」を名乗り各地を転々とした後、「横山道雄」と名乗って大阪市で家庭を持ち二人の子供を儲けたが、無戸籍のため職を転々とした。新しい家族には、自分の正体については70年代になるまでほとんど語らなかった。1994年12月7日、京都市左京区の日本バプテスト病院にて癌で死亡。墓石には妻の姓のみ刻まれており、大田自身の名は一切刻まれていない。
桜花の開発と実戦投入には他にも多くの者が関わったにも関わらず、大田に関しては、海軍は念入りな偽装を行い、殉職として階級の特進まで行い、わざわざ戸籍を死亡抹消させ、さらに南樺太引揚者が多かった当時の北海道では異常なことではなかったが行政官庁が関わって虚偽の住民票が作られた上で、海軍関係者が身元の隠蔽と逃走に加担していた。さらに、大田は、その後も海軍時代の関係者らとはときおり連絡を取っていたものの、結局、怪しげな反共的活動に関わることによって、ますます世間の表に出られないような形となっている。さらに、1950年頃以降はもともとの妻子にも完全に足取りが途絶えることになる。これが、大田の生存の噂が広まった為にまた姿を隠さねばならなくなった為か、何か別の理由があった為か不明である。海軍関係者らが自らの都合のために不都合な事態の隠蔽や事実の改竄を、組織的に第二復員省などで行っていたことはつとに指摘されるところである。結局、晩年の大田の足取りは新しい家族が名乗り出て明らかになったが、大田自身は、亡くなる際に「いまさらわしがほんとうのことは言えんのや。国の上のほうで困るやつがおるからな‥‥‥」と息子に言い残している。
これに対し、大田を追跡調査した作家秦郁彦は、寧ろ、大田の桜花発案の背後に誰かいると思っていたが、大田探しの過程で彼に対するイメージは少しずつ変わっていき、桜花の着想は大田のオリジナルだと思うようになったという。作家柳田邦男は「大田少尉は結局、時流に乗った目立ちたがり屋の発明狂でしかなかったのかも知れない」と結んでいる。
2016年3月19日、大阪の大田の妻と息子に取材したETV特集『名前を失くした父～人間爆弾“桜花”発案者の素顔～』がNHK教育テレビで放送された。